# Tây Nguyên

Localizzazione del Tây Nguyên in Vietnam

Il Tây Nguyên (ossia "Altipiani occidentali") è una regione del Vietnam, di cui fanno parte le cinque province interne (in gran parte montagnose) del Vietnam centro-meridionale, per lo più abitate da minoranze etniche, come anche da molti vietnamiti.
In questa regione si trovano tre parchi nazionali: il Parco nazionale di Cat Tien, il Parco nazionale di Kon Ka Kinh e il Parco nazionale di Yok Don. 

## Province
Di questa regione fanno parte le province:
- Đắk Lắk
- Đắk Nông
- Gia Lai
- Kon Tum
- Lâm Đồng